# Broussy-le-Grand
Broussy-le-Grand é uma comuna francesa na região administrativa do Grande Leste, no departamento de Marne. Estende-se por uma área de 21.31 km², e possui 311 habitantes, segundo o censo de 2018, com uma densidade de 15 hab/km².